# Nikolaj Bazjoekov
Nikolaj Serafimovitsj Bazjoekov  (Russisch: Николай Серафимович Бажуков) (Troitsko-Petsjorsk, 28 juni 1955) is een Russisch langlaufer. 

## Carrière
Bazjoekov won in 1976 de olympische gouden medaille op de 15 kilometer en de bronzen medaille in de estafette. Vier jaar later won Bazjoekov de gouden medaille in de estafette in Lake Placid.

## Resultaten

### Olympische Spelen
| Jaar | Plaats      | Resultaten                           |
| ---- | ----------- | ------------------------------------ |
| 1976 | Innsbruck   | 15 km · 5e 30 km · 4x10 km estafette |
| 1980 | Lake Placid | 14e 30 km · 4x10 km estafette        |